# 요도에정
요도에정(淀江町)은 돗토리현 사이하쿠군의 옛 정이다. 2005년 3월 31일 요나고시와 신설 합병해 (신)요나고시가 되었다. 합병 전 면적은 25.74km2, 합병 전 요도에정의 인구는 9,000여 명이었다.

## 역사
에도시대 이후에는 항구도시로서 번창하였다.
1889년 10월 1일, 정촌제 시행으로 합병전의 정역인 요도에정이 성립하였다. 1955년 9월 1일, 우다가와촌, 야마토촌, 및 고레이촌이 분촌해  이미즈를 합병하였다.